# Liste der Baudenkmale in Grimersum
Die Liste der Baudenkmale in Grimersum enthält die nach dem Niedersächsischen Denkmalschutzgesetz geschützten Baudenkmale in dem ostfriesischen Ort Grimersum, der zu der Gemeinde Krummhörn gehört. Die Quelle der Baudenkmale ist der Denkmalatlas Niedersachsen. Der Stand der Liste ist der 29. März 2024.

## Allgemein
In den Spalten befinden sich folgende Informationen:
- Lage: die Adresse des Baudenkmales und die geographischen Koordinaten. Kartenansicht, um Koordinaten zu setzen. In der Kartenansicht sind Baudenkmale ohne Koordinaten mit einem roten Marker dargestellt und können in der Karte gesetzt werden. Baudenkmale ohne Bild sind mit einem blauen Marker gekennzeichnet, Baudenkmale mit Bild mit einem grünen Marker.
- Bezeichnung: Bezeichnung des Baudenkmales
- Beschreibung: die Beschreibung des Baudenkmales. Unter § 3 Abs. 2 NDSchG werden Einzeldenkmale und unter § 3 Abs. 3 NDSchG Gruppen baulicher Anlagen und deren Bestandteile ausgewiesen.
- ID: die Objekt-ID des Baudenkmales
- Bild: ein Bild des Baudenkmales, ggf. zusätzlich mit einem Link zu weiteren Fotos des Baudenkmals im Medienarchiv Wikimedia Commons. Wenn man auf das Kamerasymbol klickt, können Fotos zu Baudenkmalen aus dieser Liste hochgeladen werden:

| Lage                                                      | Bezeichnung                        | Beschreibung | ID       | Bild           |
| --------------------------------------------------------- | ---------------------------------- | --- | -------- | -------------- |
| Am Ender 53° 28′ 39″ N, 7° 10′ 15″ O                      | Kirche                             | Frühgotischer Backsteinbau mit aufwendiger Gliederung der Ostwand unter Satteldach mit Dachreiter. Traufseiten durch Lisenen gegliedert. 1270-1280.                                                                | 34662483 | Weitere Bilder |
| Am Ender 53° 28′ 39″ N, 7° 10′ 16″ O                      | Glockenturm                        | Backsteinbau mit Zeltdach und Ehrenmal im EG. 1998 Erneuerung der Steininschriften und Sandsteinprofile. 13. Jh.                                                                                                   | 34662507 |                |
| Am Ender 53° 28′ 40″ N, 7° 10′ 12″ O                      | Friedhof                           | | 34662531 | BW             |
| Am Ender 53° 28′ 39″ N, 7° 10′ 16″ O                      | Ehrenmal                           | | 34663077 | BW             |
| Am Ender 53° 28′ 38″ N, 7° 10′ 14″ O                      | Einfriedung                        | | 34663053 | BW             |
| Am Tief 6 53° 28′ 43″ N, 7° 10′ 24″ O                     | Gulfhaus                           | Dreiecksmauerung und Traufsteine. In dieser Art eines der ältesten datierten Gebäude in der Krummhörn. 1839 (Wohnteil), 1907 (Wirtschaftsteil).                                                                    | 34662555 | BW             |
| Eggerik-Beninga-Straße 8 / 8a 53° 28′ 40″ N, 7° 10′ 23″ O | Landarbeiterwohnhaus               | Eingeschossiger, langgestreckter Ziegelbau, Stallende abgewalmt mit einseitiger Kübbung. | 34662607 |                |
| Eggerik-Beninga-Straße 18 53° 28′ 40″ N, 7° 10′ 18″ O     | Landarbeiterwohnhaus               | | 34662796 |                |
| Eggerik-Beninga-Straße 20 53° 28′ 40″ N, 7° 10′ 18″ O     | Landarbeiterwohnhaus               | Das ehemalige Landarbeiterwohnhaus bildet trotz Umbau (ca. 1920) mit dem gleichartigen Nachbargebäude Nr. 18 ein typisch historisches Bild der kleinteiligen Warftenbebauung im Nahbereich der Dorfkirche.         | 34662822 | BW             |
| Eilsumer Landstraße 53° 28′ 37″ N, 7° 10′ 33″ O           | Burg Grimersum                     | | 34662848 | Weitere Bilder |
| Eilsumer Landstraße 10 53° 28′ 40″ N, 7° 10′ 32″ O        | Hofanlage                          | | 34662873 | BW             |
| Eilsumer Landstraße 11 53° 28′ 43″ N, 7° 10′ 39″ O        | Gulfhaus (Osterburger Schatthaus)  | Zweigeschossiger Wohnteil, Fenster mit flachen Segmentbögen, traufseitige Erschließung. 1869. | 34662631 | BW             |
| Eilsumer Landstraße 12 53° 28′ 40″ N, 7° 10′ 32″ O        | Gulfhaus                           | Zweigeschossiger Wohnteil mit Mittellängsflur, Datierung im Wirtschaftsgiebel. 1858. | 34662654 | BW             |
| Emder Weg 4 53° 28′ 37″ N, 7° 10′ 28″ O                   | Westerburger Schatthaus (Gulfhaus) | Eingeschossiger Wohnteil mit Mittellängsflur. In der Gulfscheune Teile eines Innengerüstes von 1700. | 34662896 | BW             |
| Grimersumer Altendeich 1 53° 29′ 14″ N, 7° 10′ 23″ O      | Gulfhaus (Grimersumer Vorwerk)     | Zweigeschossiger Wohnteil mit Mittellängsflur, Putzdekor, reiche Innenausstattung, datiert 1864, Scheune von 1852.                                                                                                 | 34662677 | BW             |
| Krumme Lohne 1 53° 28′ 41″ N, 7° 10′ 21″ O                | Landarbeiterwohnhaus               | Eingeschossiger Einraum-Backsteinbau mit kleiner Diele und Stallungen unter Satteldach, Klosterformat-Ziegel in Zweitverwendung. Datierung im Türsturz. Restauriert mit Wiederherstellung der Schiebefenster. 1752 | 34662919 |                |
| Schoonorther Straße 1 53° 29′ 9″ N, 7° 11′ 26″ O          | Gulfhaus Sanders                   | Zweigeschossiger Wohnteil, verändert um 1900. Um 1840 (Wohnteil), um 1900 (Scheune). | 34662942 | BW             |
| Schoonorther Straße 8 53° 29′ 31″ N, 7° 11′ 34″ O         | Gulfhaus                           | Zweigeschossiger Wohnteil mit mittlerem betontem Eingang im Giebel, Putzdekor. 1897 (Wohnteil), 2. Hälfte 19. Jh. (Scheune).                                                                                       | 34662700 | BW             |
| Schoonorther Straße 10 53° 29′ 38″ N, 7° 11′ 38″ O        | Gulfhaus                           | Backsteinbau weitestgehend im Original erhalten mit gusseisernen Rundbogenfenstern. Um 1885. | 34662581 | BW             |
| Schoonorther Straße 10 53° 29′ 36″ N, 7° 11′ 37″ O        | Wurt                               | | 34663027 | BW             |
| Schoonorther Straße 12 53° 29′ 44″ N, 7° 11′ 41″ O        | Gulfhaus (Hofanlage "von Delden")  | Gulfhaus mit umgräftetem parkartigem Garten, Wohnteil- und Stallerweiterung um 1900, bemerkenswerte Innenausstattung. 1864.                                                                                        | 34662724 | BW             |
| Schoonorther Straße 14 53° 30′ 11″ N, 7° 11′ 54″ O        | Gulfhaus (Friedrichshof)           | Bemerkenswerter Domänenbau, asymmetrischer Wohnteil mit zwei hohen Speichergeschossen, um 1900 erweitert und überformt. 1780 (Wohnteil), um 1900 (Wirtschaftsteil).                                                | 34662748 | BW             |
| Schoonorther Straße 18 53° 30′ 43″ N, 7° 11′ 49″ O        | Gulfhaus (Rote Scheune)            | Bemerkenswerter Domänenbau mit mächtigem Wohngiebel, um 1900 verändert. 1774 (Wohnteil),20. Jh. (Wirtschaftsteil).                                                                                                 | 34662772 | BW             |